# Thereva satanas
Thereva satanas är en tvåvingeart som beskrevs av Krober 1912. Thereva satanas ingår i släktet Thereva och familjen stilettflugor. Inga underarter finns listade i Catalogue of Life.